# Streetsia challengeri
Streetsia challengeri är en kräftdjursart som beskrevs av Stebbing 1888. Streetsia challengeri ingår i släktet Streetsia och familjen Oxycephalidae. Inga underarter finns listade i Catalogue of Life.